# Rébellion de Zebrzydowski

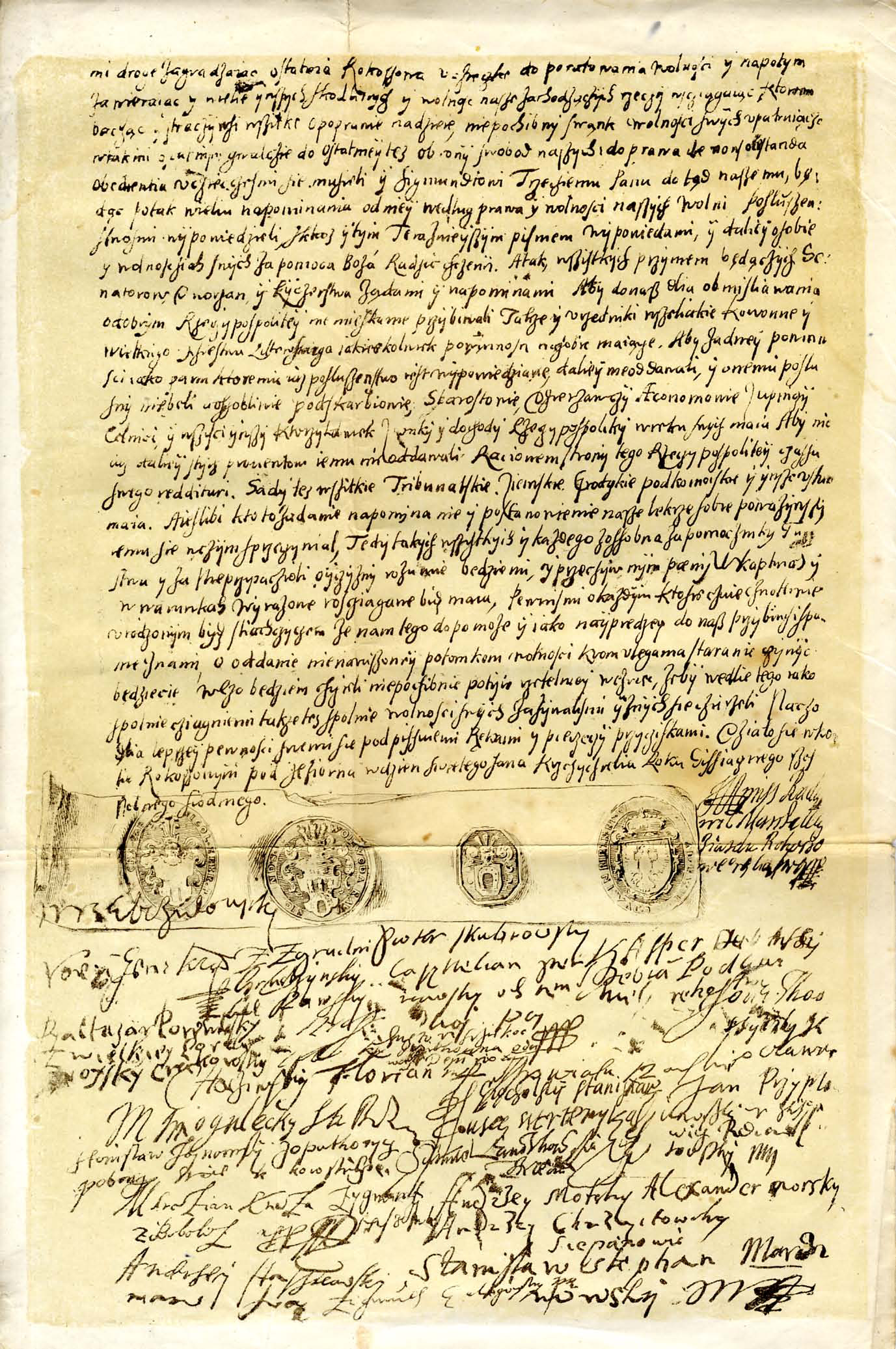
Acte de déposition de Sigismond III rédigé le 24 juin 1607 par les députés rebelles

La rébellion de Zebrzydowski est une rébellion qui a démarré en 1606 dans la république des Deux Nations dans le but de destituer Sigismond III de Pologne. La rébellion est menée par l'aristocratie polonaise, et se termine en 1609, quand les nobles soulevés se rendent. 